# Óradna község
Óradna község (románul: Comuna Rodna) község Beszterce-Naszód megyében, Romániában. Központja Óradna, hozzá tartozik Radnaborberek.

## Népessége
A 2011-es népszámlálás adatai alapján a község népessége 5777 fő volt.